# Henricus Cornelius Rümke

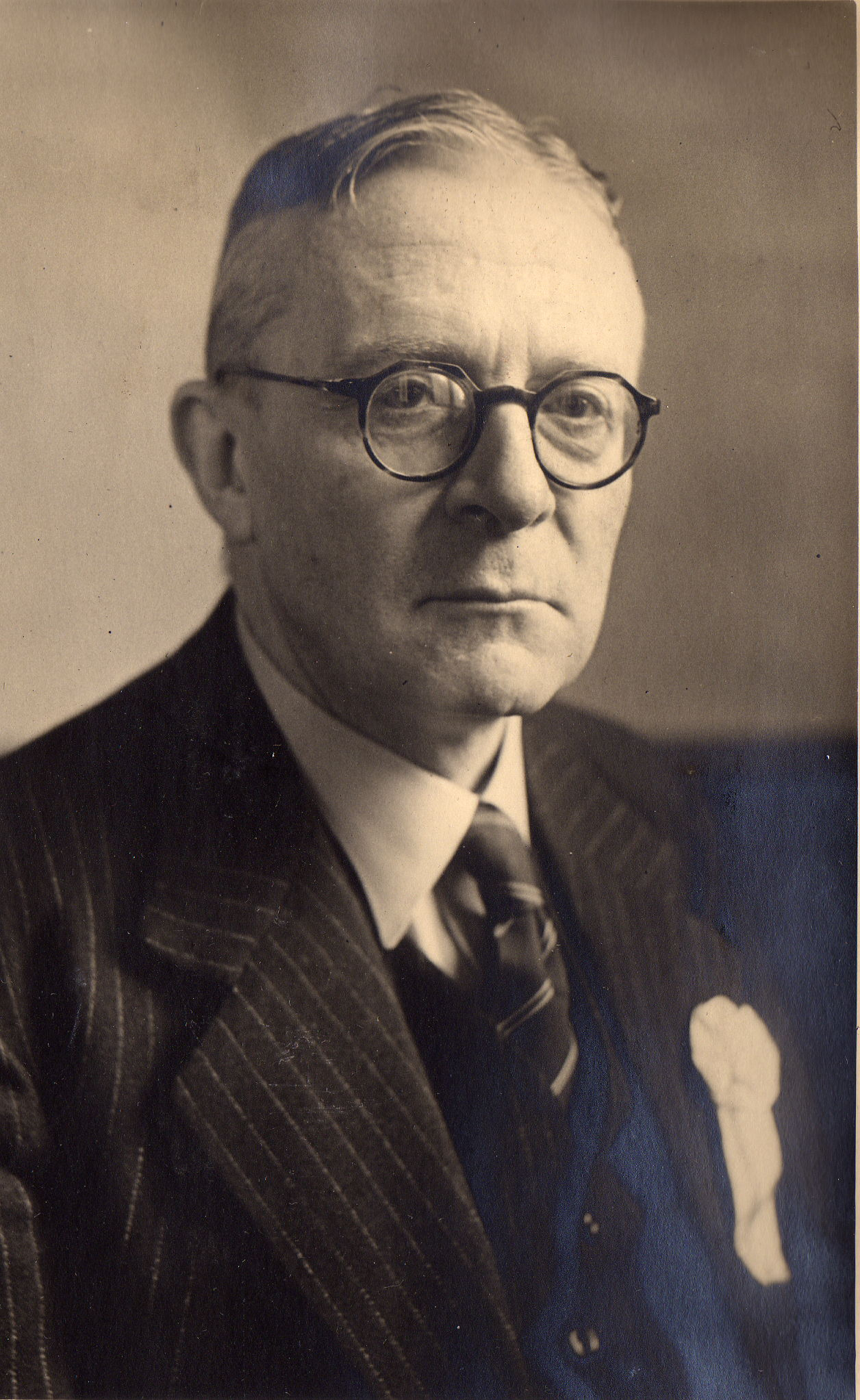
Henricus Cornelius Rümke

Henricus Cornelius Rümke (ur. 16 stycznia 1893 w Lejdzie, zm. 22 maja 1967 w Zurychu) – holenderski lekarz psychiatra. Studiował medycynę na Uniwersytecie w Amsterdamie, gdzie jego nauczycielem był Leendert Bouman. Od 1928 do 1933 był profesorem na katedrze psychiatrii w Amsterdamie. Członek korespondent Royal College of Psychiatrists od 1950 roku.

## Wybrane prace
- Phaenomenologische en Klinisch-Psychatrische Studie over Geluksgevoel (proefschrift). Eduard IJdo, 1923, Leiden
- Inleiding in de karakterkunde. Erven F. Bohn, 1937, Haarlem
- Levenstijdperken van de man. N.V. de Arbeiderspers, 1951. Amsterdam.
- Studies en voordrachten over Psychiatrie. Scheltema en Holkema, 1943. Amsterdam.
- Nieuwe studies en voordrachten over Psychiatrie. Scheltema en Holkema, 1953. Amsterdam.
- Derde bundel studies en voordrachten over Psychiatrie. Scheltema en Holkema, 1958. Amsterdam.
- Psychiatrie I. Inleiding. Scheltema en Holkema, 1954. Amsterdam
- Psychatrrie I. De Psychosen. Scheltema en Holkema, 1960. Amsterdam
- Psychatrie II. De Psychosen. Scheltema en Holkema, 1960. Amsterdam.
- Psychiatrie III. Tussen psychose en normaliteit. Scheltema en Holkema., 1973.Amsterdam.